# کشته‌شدن ستاره تاجیک
ستاره تاجیک (۲۸ آبان ۱۳۸۳ – ۳۱ شهریور ۱۴۰۱) دختر ۱۷ ساله افغانستانی متولد تهران بود که ۳۱ شهریور در جریان خیزش ۱۴۰۱ ایران در شهر تهران، صورت و بدن او «به شدت شکسته» شد و مرگ وی براثر ضرب و شتم توسط نیروهای حکومتی جمهوری اسلامی بود.

## کشته‌شدن
ستاره تاجیک، دختر ۱۷ ساله مهاجر افغانستانی در روز ۳۱ شهریور در تهران کشته شد.
براساس اطلاعات گزارش شده، صورت و بعضی از اعضای دیگر بدنش به‌شدت، شکسته شده و بر اثر ضرب‌وشتم توسط نیروهای حکومتی جمهوری اسلامی کشته شده است.
در گواهی رسمی دفن ستاره تاجیک صادر شده توسط پزشکی قانونی که توسط عفو بین‌الملل بررسی شده، آمده است که مرگ وی ناشی از «صدمات متعدد ناشی از برخورد با جسم سخت» بوده است.

## گزارش عفو بین‌الملل
عفو بین‌الملل می‌گوید؛ محمدرضا سروری و ستاره تاجیک دو نوجوان افغانستانی بودند که در خیزش ۱۴۰۱ ایران کشته شدند.
یک منبع دیپلماتیک افغانستانی در ایران به خبرگزاری دویچه‌وله گفت که شکایتی از کشته‌شدن یک نوجوان افغان در جریان اعتراض‌های ایران دریافت کرده‌اند و بررسی‌ها ادامه دارد.
این منبع که نخواست اسمش در گزارش ذکر گردد گفت: «تا به حال یک نفر از بازمانده‌گان قربانیان به ما مراجعه کرده و ما موضوع را به منظور بررسی بیشتر با مراجع ایرانی شریک ساختیم.»

## واکنش‌ها
- فرشته حسینی (بازیگر): نسل متولد شده در ایران، نسل ما نسل من، نسلی که گویا حق اعتراض ندارند، نه اینجا، نه آنجا، و می‌میریم در اینجا، در آنجا.[۴]
- واکنش‌ها در شبکه‌های اجتماعی؛ یک کاربر در توییتر نوشت: «#ستاره_تاجیک دختر ۱۷ساله افغان که از شرِ طالبان به ایران گریخت؛ ولی به دست پدرخوانده طالبان در تهران کشته شد. ستاره ۳۱ شهریور ۱۴۰۱ بر اثر ضرب و شتم شدید توسط سرکوبگران جان داد. علت مرگ او هم مثل نیکا شاکرمی «صدمات متعدد، بر اثر اصابت جسم سخت» نوشته شده است.»[۵]